# Huis van Galilei (Padua)

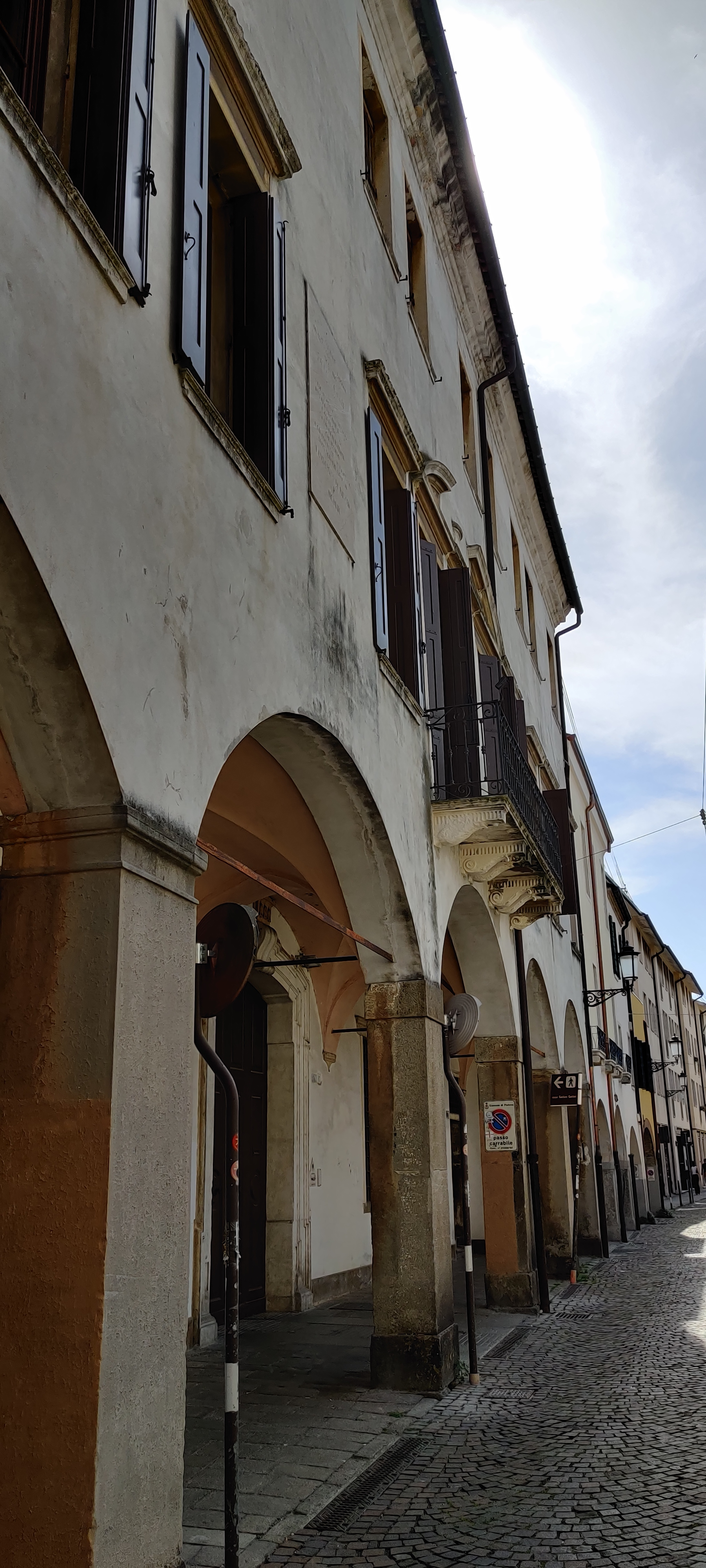
Huis van Galilei in de Via Galileo Galilei in Padua (voorgevel)

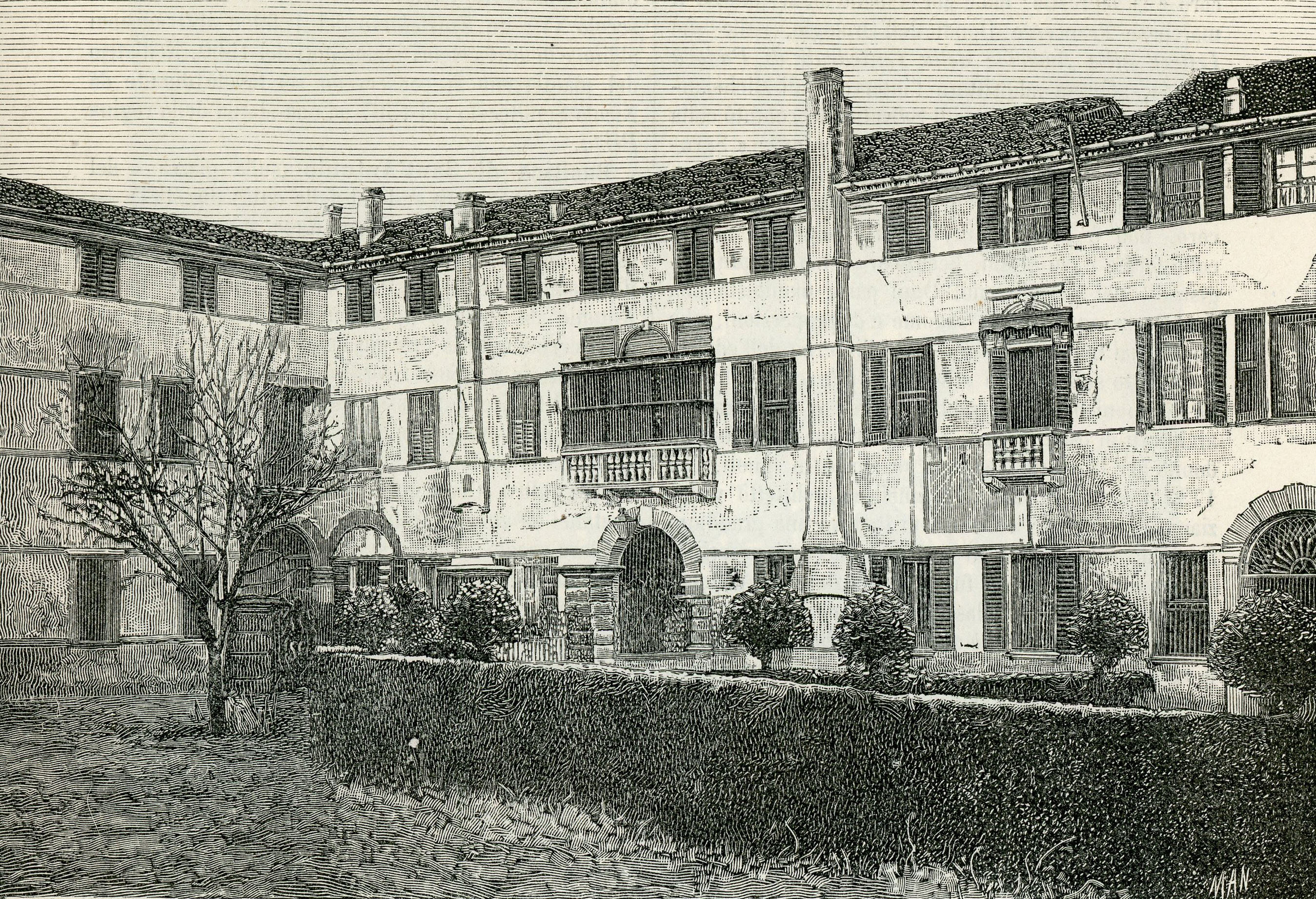
Zicht vanuit de tuin (1903)

Het huis van Galileo Galilei in Padua, een Noord-Italiaanse stad in de regio Veneto en destijds de republiek Venetië, is te vinden in de buurt van de Basilica di Santa Giustina. Het huis is gelegen aan de Via Galileo Galilei n° 15. De straat heette destijds Borgo dei Vignali en was een straat met landhuizen voorzien met boomgaarden en tuinen. 
Het huis is privaat bezit en is niet te bezoeken.

## Galilei in Padua
Hoogleraar Galilei doceerde aan de universiteit van Padua. Hij verbleef in de stad van 1592 tot 1610. In het bewuste huis woonde hij van 1602 tot 1610. Tevoren woonde hij eerst in bij een vriend naast de Basilica di Santa Giustina en vervolgens in een huurhuis vlakbij. Nadien verhuisde hij naar dit landhuis met tuin in de Borgo dei Vignali, zoals hij ook in zijn brieven schreef.
Het was een ruim huis. Hij woonde er met zijn gezin en huispersoneel. Aan een tiental studenten verhuurde hij kamers, van wie sommigen een huisknecht hadden. De huur leverde inkomsten op voor Galilei maar dat was ook het geval door privélessen die hij voor hen gaf bij hem thuis. Daarnaast had hij in het huis een atelier waar hij toestellen maakte en herstelde samen met een medewerker. In de tuin deed Galilei zijn astronomische observaties met een sterrenkijker die hij, naar zijn zeggen, gekocht had bij Hans Lipperhey uit de Nederlanden.
Het huis van Galilei is het meest bekend omwille van zijn meesterwerk dat hij er schreef: Sidereus Nuncius, gepubliceerd in Venetië in het jaar 1610. Dit was het jaar dat hij zijn leerambt in Padua afsloot.

## Historiek van het huis
In de 19e eeuw ontstond er discussie in welk huis Galilei eigenlijk gewoond had, aangezien bronnen geen continuïteit boden over de opeenvolgende eigenaars. In 1942 publiceerde Bruno Brunelli Bonetti voor de eerste maal een volledig overzicht. Onderzoekers van de universiteit van Padua concludeerden in 1959 met quasi zekerheid dat het pand in de Via Galileo Galilei n° 15 inderdaad zijn woning moet geweest zijn. Ze bevestigden dit uitdrukkelijk in een herdenkingsplaat aan de buitengevel.
In het verlengde van het domein van dit huis lag immers de woning van de familie Cornaro, die in verschillende bronnen terugkeert. De familie Cornaro woonde in de parallelle straat de Via M Cesarotti. De tuinen van beide landhuizen liepen in elkaar over. Het huis van Galilei was destijds bekend als het huis Agugie (van de familie Agugie). 
Alvise Luigi Cornaro (1464-1566) wenste toe te treden tot de machtige patriciërsfamilie Cornaro die naamgenoten waren. Deze laatste familie woonde in Venetië en telde enkele doges onder hen. De Cornaro's in Venetië weigerden. Cornaro huwde met Veronica Agugia of Agugie van de “achterburen” (1527). Het was in het huis Agugie dat Galilei tientallen jaren later na dit verhaal introk. Het huis ging later over naar de familie Correr, niet te verwarren met Cornaro, en Bressanin. Zodoende konden onderzoekers de volgende sequentie van eigenaars opstellen, tot de val van de republiek Venetië (1797): Agugie – Galilei – Correr - Bressanin. Zij waren hier quasi zeker over.